# Saint-Saulve
Saint-Saulve – miejscowość i gmina we Francji, w regionie Hauts-de-France, w departamencie Nord.
Według danych na rok 1990 gminę zamieszkiwały 11 122 osoby, a gęstość zaludnienia wynosiła 924 osób/km² (wśród 1549 gmin regionu Nord-Pas-de-Calais Saint-Saulve plasuje się na 70. miejscu pod względem liczby ludności, natomiast pod względem powierzchni na miejscu 220.).